# Tomorrow (canción de Avril Lavigne)
«Tomorrow» es una canción promocional de Avril Lavigne, de su álbum Let Go. Esta canción no tuvo mayor promoción debido a la producción del siguiente disco de la cantante. Se podría decir que es el último sencillo del disco, siendo el cuarto de los "no oficiales", junto a «Mobile», «Unwanted» y «Things I'll Never Say», y también es la menos promocionada.

Esta canción aparece en la segunda temporada de la serie de la WB Television Network, Smallville y se ha hecho muy popular entre los fanes porque Lavigne la cantó en un concierto, conmemorando a su abuelo horas después que este había fallecido.